# 難抵極
難抵極（英語：Pole of Inaccessibility），標誌著在地理学上由於其地理特徵而最難以到達的位置，其通常是指離海岸線最遠的點，也意味著最大程度的大陸性或海洋性。難抵極並不表示其在實際物理意義上難以抵達，而只是表示一個地理學上的概念而已，但是大多數的探險家由於其定義而對其產生興趣。

## 難抵極性質
難抵極通常是指離海岸線最遠的點，往任何一個方向走，與海岸線最近的距離便會比難抵極與海岸線的最近距離短。這個定義等價於在陸地上（海洋上）找出一個最大圓的圓心，圓內只有陸地（海洋），沒有任何海洋（島嶼）夾雜其中。由於三個點便能決定圓，通常這個圓與海岸線僅會有三個切點，且圓心（難抵極）與此三切點等距。

## 海洋難抵極

### 太平洋

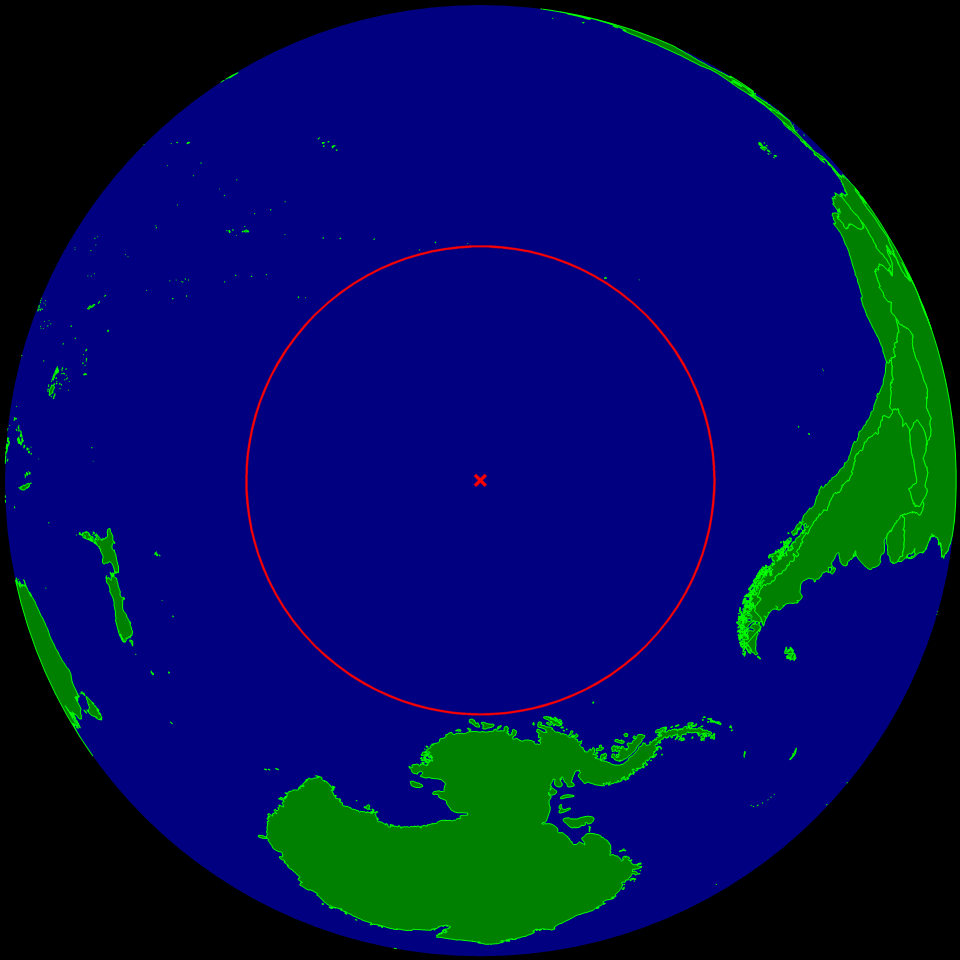
海洋難抵極，位於48° 52′ 36″S 123° 23′ 36″W

太平洋難抵極（48°52.6′S 123°23.6′W / 48.8767°S 123.3933°W，又稱尼莫點，正式名稱為海洋難抵極）為距離陸地最遙遠的點，位於南太平洋。距最近的陸地：北方的迪西島（皮特凯恩群岛）、東北方的莫圖努伊島（復活節島西南）、及南方的馬厄島（近南极洲玛丽·伯德地海岸）約2,688（1,670英里）。
較知名的名稱為「尼莫點（Point Nemo）」，以儒勒·凡尔纳《海底兩萬里》中的角色尼莫船長命名，而「尼莫」這一詞彙在拉丁语意指「無人」。尼莫點在霍华德·菲利普斯·洛夫克拉夫特的短篇小說《克蘇魯的呼喚》中被作者描述為虛構城市拉莱耶的所在地。
此地亦是「航天器墓地」，上百臺退役的太空船、太空站、及人造衛星在重新進入大氣層後沉於此地，以減少墜落在任何人類居住地的風險。由於南太平洋環流阻止了營養物質到達該地區，尼莫點相對於其他地區是死氣沉沉的，且距離陸地遙遠，從沿海水域獲得的營養物亦相對較少。

### 北冰洋

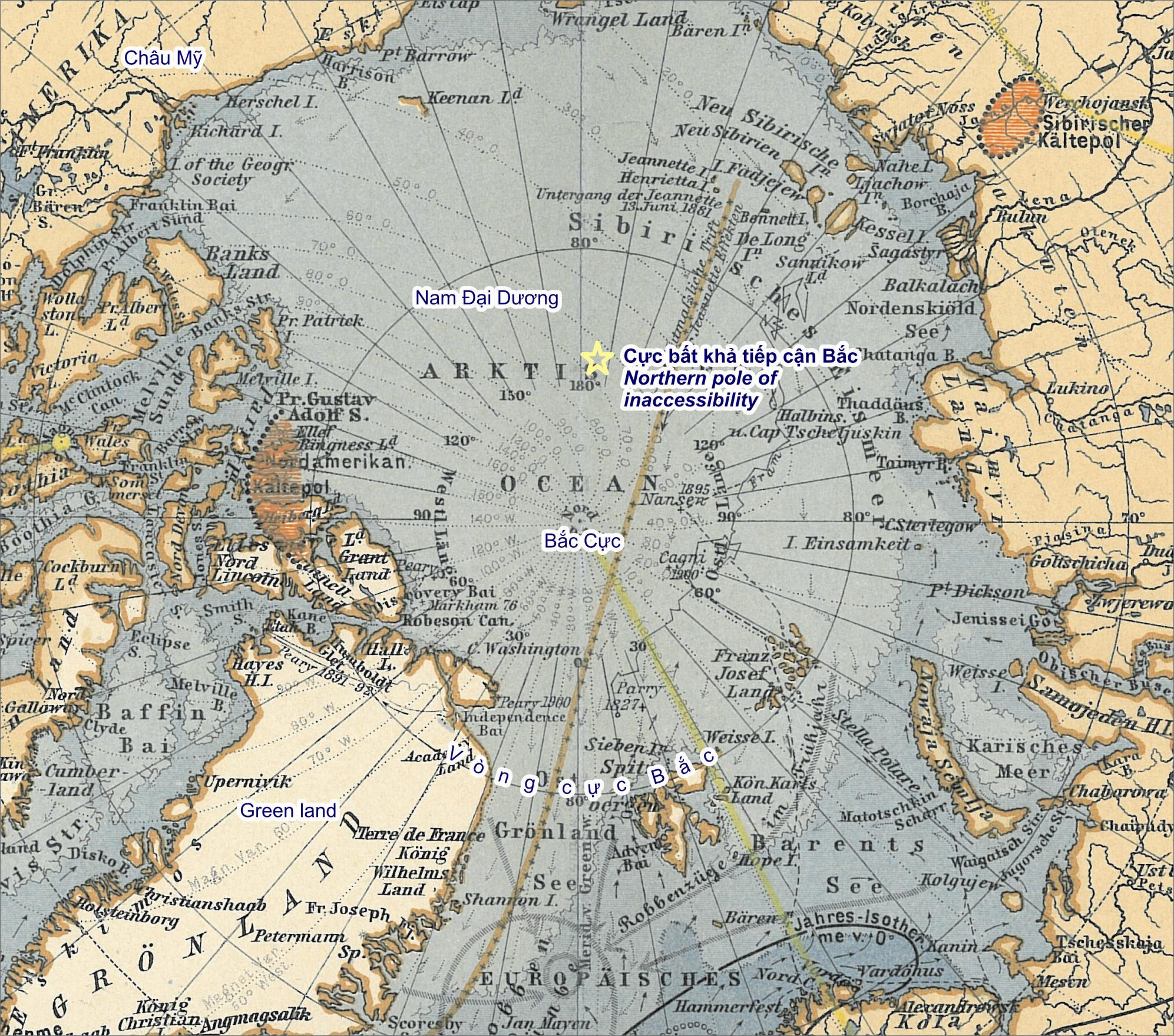
北冰洋難抵極

北冰洋難抵極（85°48′N 176°9′W / 85.800°N 176.150°W）位在北冰洋的浮冰上。距離最近的陸地：埃尔斯米尔岛、共青团员岛、及亨里埃塔島約1,008（626英里）。由於浮冰會持續地移動，北冰洋難抵極並沒有架設任何永久性的標誌。
1968年英國探險家沃利·赫爾伯特聲稱其在以狗拉雪橇前往北極點的路上便已經經過北冰洋難抵極，但2013年被科羅拉多研究員特德·斯坎姆博斯（Ted Scambos）利用衛星定位證實赫爾伯特去到的難抵極是錯誤的，而是距離赫爾伯特插旗處約133英里（214）遠的地方。

## 大陸難抵極

### 歐亞大陸

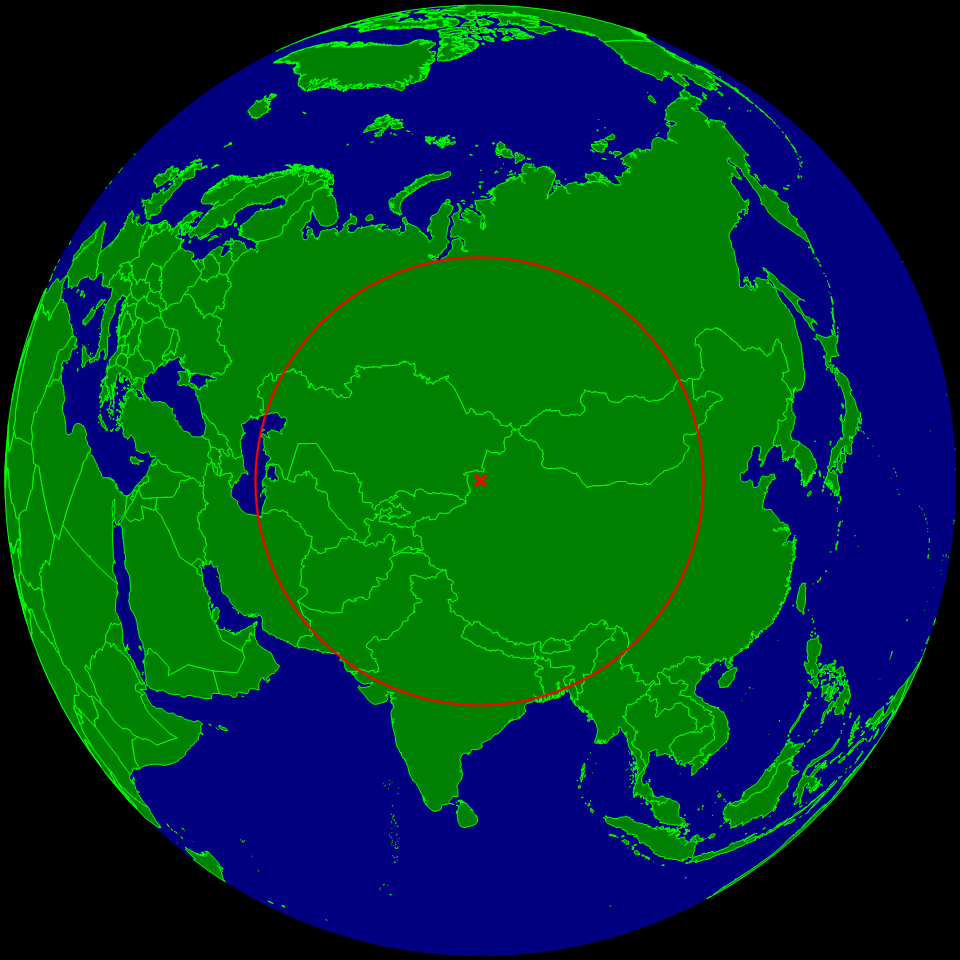
歐亞大陸難抵極

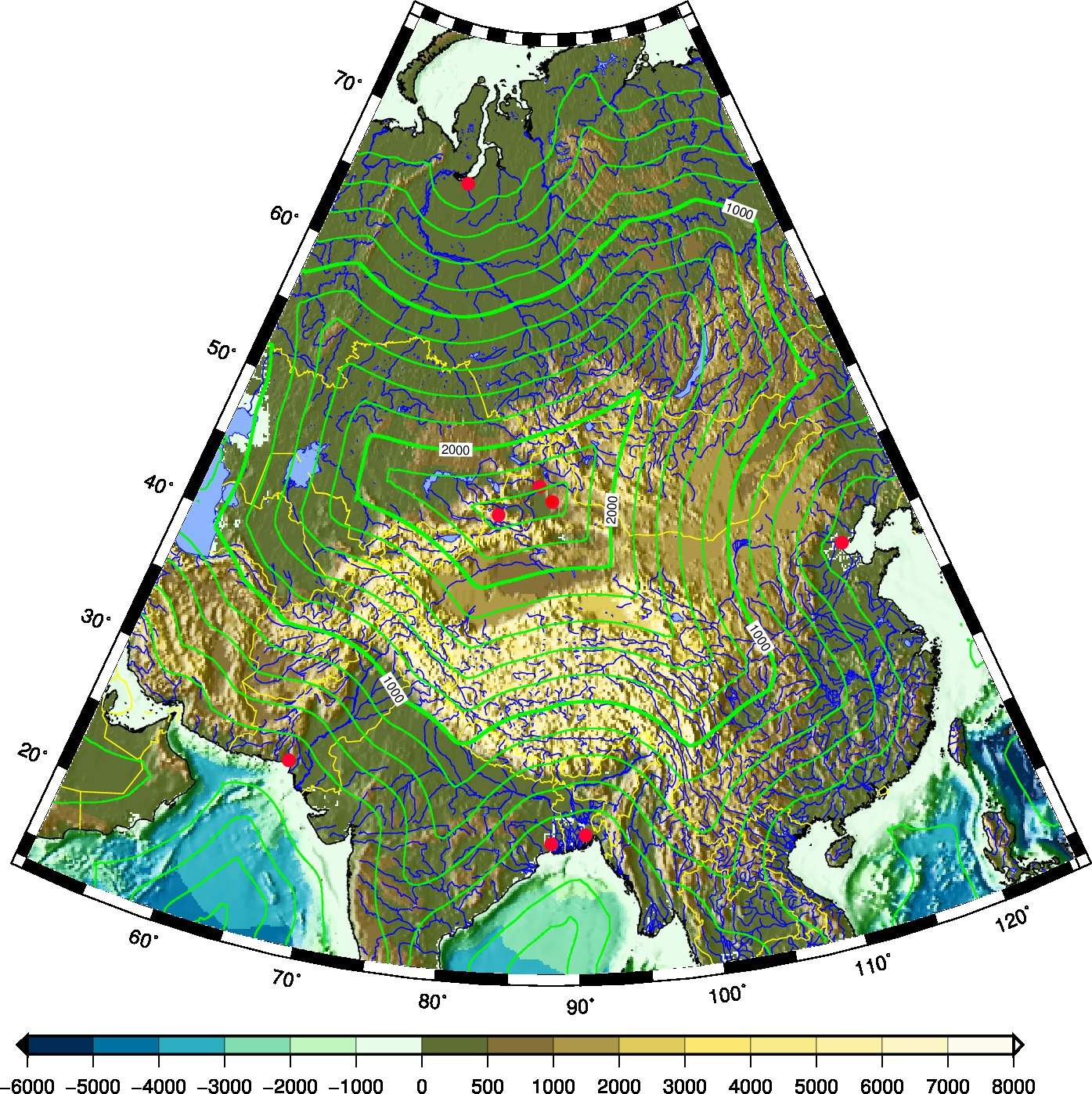
亞洲海岸等距線圖，每條線相距200 km，中間的三個紅點表示三個歐亞大陸難抵極，自北逆時針分別為舊EPIA、EPIA1、EPIA2

歐亞大陸難抵極（EPIA）是所有陸上難抵極距離海洋最遙遠的點，其位於中國西北方，接近與哈萨克斯坦的國界。
早期的計算表明歐亞大陸難抵極位於46°16.8′N 86°40.2′E / 46.2800°N 86.6700°E，距離最近的海洋約2,645（1,644英里），位在中國新疆古尔班通古特沙漠，烏魯木齊北方約320（200英里）處。
然而，先前的難抵極將鄂畢灣視為陸地的一部份。近來的研究便提出在不同海岸線定義下不同於前者的兩個難抵極位置：
- EPIA1（44°17′N 82°11′E / 44.29°N 82.19°E），距離鄂畢灣、孟加拉灣、及阿拉伯海2,510±10公里（1,560±6英里），位於新疆博尔塔拉蒙古自治州精河县。
- EPIA2（45°17′N 88°08′E / 45.28°N 88.14°E），距離鄂畢灣、孟加拉灣、及渤海灣2,514±7公里（1,562±4英里），位於新疆阿勒泰地区福海县喀拉玛盖镇。

另，43°40′52″N 87°19′52″E / 43.68111°N 87.33111°E，位於烏魯木齊市中心西南方的乌鲁木齐县，於1992年被當地地理專家指定為亚洲大陆地理中心，並在當地豎起紀念碑，現已建成觀光區。

### 北美洲
北美洲難抵極（43°22′N 101°58′W / 43.36°N 101.97°W）位於美國南达科他州西南方，本尼特郡艾倫北方約11（7英里），距離最近的海洋約1,650（1,030英里）。

### 南美洲
南美洲難抵極（14°03′S 56°51′W / 14.05°S 56.85°W）位於巴西馬托格羅索州，靠近阿雷纳波利斯。2017年，特納雙胞胎成為第一組到達南美洲難抵極的探險家。

### 澳洲

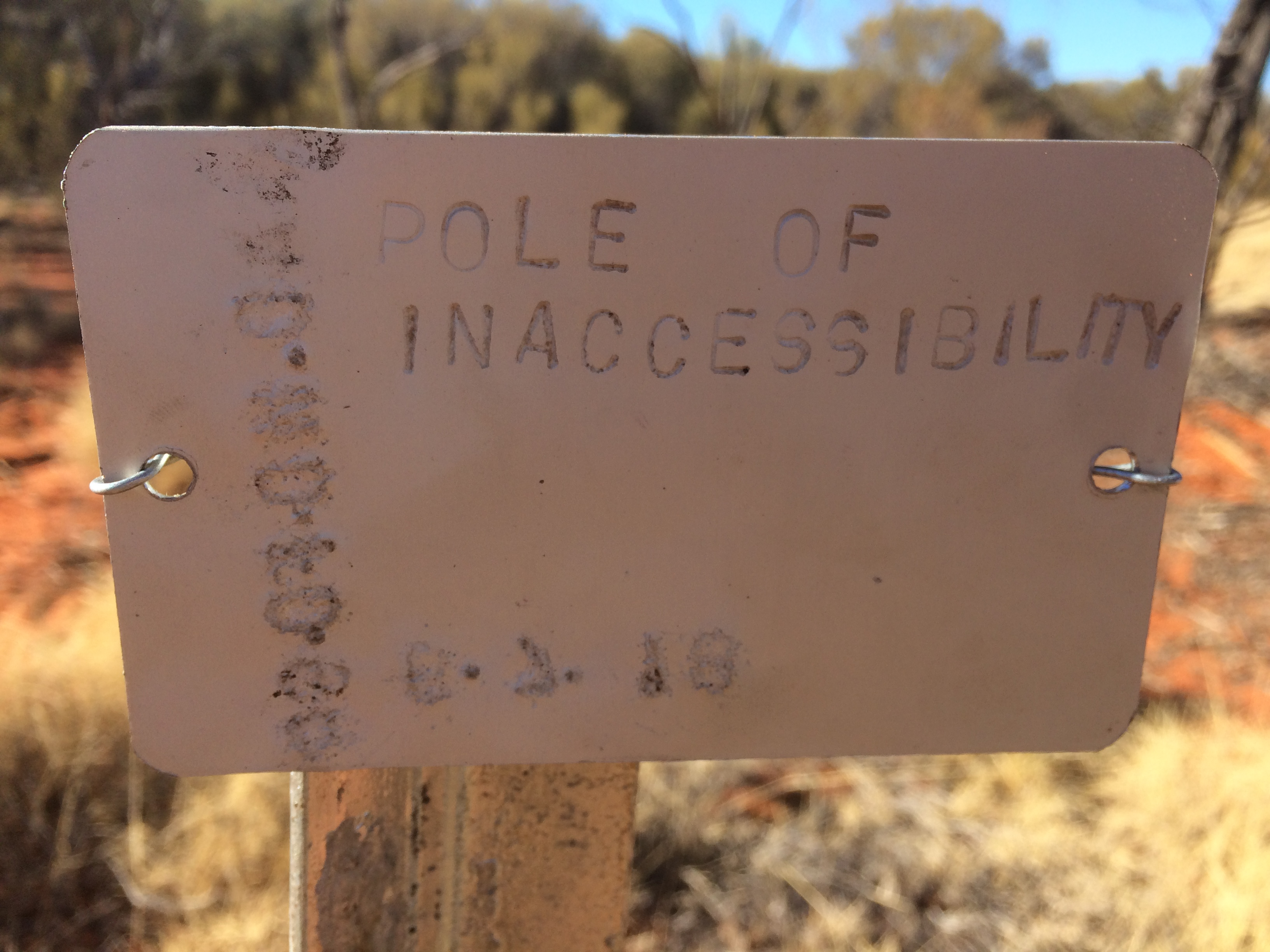
澳洲難抵極

澳洲難抵極，位於23°10′S 132°16′E / 23.17°S 132.27°E或23°2′S 132°10′E / 23.033°S 132.167°E。距離最近的海岸線約920（570英里），並位在愛麗斯泉的西北方。最近的聚落為在其東北方的北領地帕潘亞，約30（19英里）。2016年，特納雙胞胎以動力傘飛達後者。

### 非洲
非洲難抵極（5°39′N 26°10′E / 5.65°N 26.17°E）距離海岸線1,814（1,127英里），靠近中非上姆博穆省奧博，其亦靠近中非與南蘇丹及刚果民主共和国的三邊交界。

### 南極洲
南極洲難抵極是在南極大陸上距離南冰洋最遠的的一個點。由於南極大陸上覆蓋著平均厚度約1.9（1.2英里）厚的冰，由冰蓋形成的海岸線與移除冰蓋後的海岸線並不相同，科學家難以確定「真正」的陸海交界；且近年來南極冰層融化亦使冰海的交界變化頻繁，因此南極洲難抵極根據不同的海岸線而有了許多不同的位置。
南極洲難抵極通常是指82°06′S 54°58′E / 82.100°S 54.967°E，蘇聯難抵極站的所在地。距離南極點約878（546英里），海拔3,718（12,198英尺）。而史考特極地研究中心則認為難抵極的位置應為85°50′S 65°47′E / 85.833°S 65.783°E。
根據網站「ThePoles.com」，僅考慮南極洲陸地的難抵極位於82°53′14″S 55°4′30″E / 82.88722°S 55.07500°E；考慮南極洲陸地及冰蓋的難抵極位於83°50′37″S 65°43′30″E / 83.84361°S 65.72500°E。截至2005年，這些由英國南極調查局所計算出來的難抵極被認為是「最準確的測量結果」。
探險

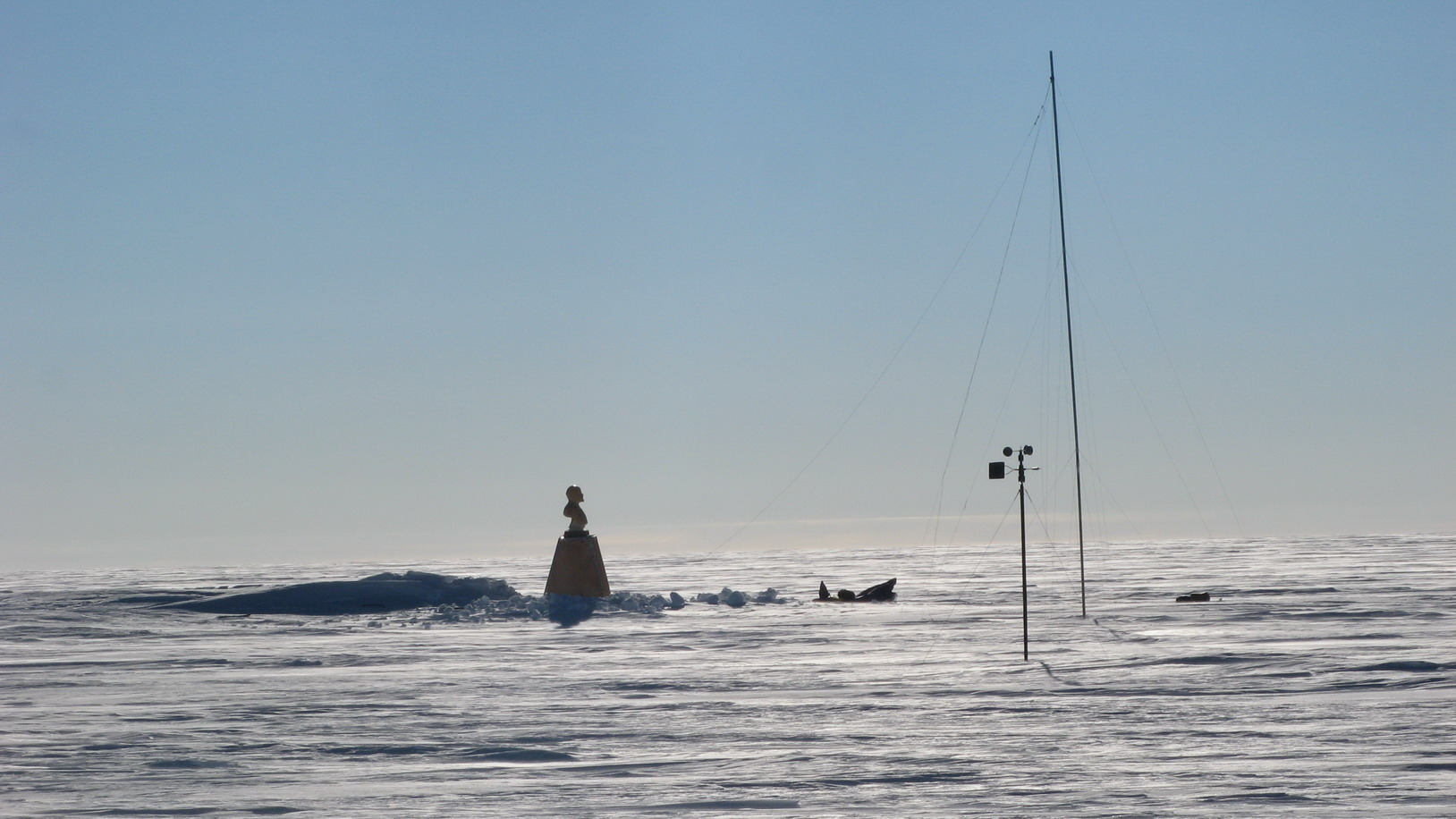
2007年1月19日，N2i小隊到達前蘇聯的南極洲難抵極站

南極洲難抵極相較於地理南極更遙遠且更難以到達。1958年12月14日，為響應国际地球物理年，由葉夫根尼·托爾斯季科夫帶領的第三次蘇聯南極遠征隊建立了臨時難抵極站。1967年，第二支蘇聯隊伍抵達難抵極站。時至今日，該科學考察站依舊佇立在原處，一尊面向莫斯科的半身列寧雕像也在原地豎立著，且皆以歷史遺跡的形式保存。在科考站內有一本金黃色的書，提供到訪的探險家簽名留念。不過科考站已經被長年的積雪所覆蓋，因此目前無法進到科考站內簽到。
2005年11月10日，由拉蒙·埃爾南多·德·拉瑞門迪等人組成的西班牙橫越南極考察隊從新拉扎列夫站站出發，以不依賴任何機械的方式，於同年12月11日成為首支抵達「僅考慮南極洲陸地的難抵極（82°53′14″S 55°04′30″E / 82.88722°S 55.07500°E）」的探險隊；12月14日亦成為第一支抵達「考慮南極洲陸地及冰蓋的難抵極（83°50′37″S 65°43′30″E / 83.84361°S 65.72500°E）」的隊伍，這兩個難抵極是由英國南極調查局於該年所計算出的。接著他們便以相同的方式分別到達沃斯托克站及进度站，完成約63天、4,500（2,800英里）的探險。這次的探險也以311（193英里）打破了原艾倫·休伯特1997年以271（168英里）所創下在南極大陸單日旅行距離的紀錄。
由亨利·庫克森、保羅·蘭德里等人所組成的N2i小隊成為第一個在沒有直接機械輔助的情況下，透過傳統人力拖拉和雪上風箏的方式到達難抵極站的探險隊。2006年12月3日從新拉扎列夫站出發，並在2007年1月19日到達已遭廢棄的難抵極站，並重新發現被人們遺忘的列寧雕像。隨後這些探險家們被飛機接離難抵極，依序抵達沃斯托克站、進度站、青年站，最後再搭乘俄罗斯研究船費奧多羅夫院士號回到開普敦。
塞巴斯提安·科普蘭及艾瑞克·麥克尼爾-蘭德里於2011年11月5日自新拉扎列夫站出發，於同年12月27日抵達難抵極站，接著在隔年1月23日抵達地理南極，成為首支在單次探險中，以非機械動力抵達難抵極與地理南極的隊伍，總里程數約3,854（2,395英里）。
由於科技的進步及南極洲海岸線定義的爭議性，所計算出真正的難抵極位置也許會有所不同。然而，為了探險上的方便起見，以難抵極站為南極洲難抵極是較好的方案。吉尼斯世界纪录大全便認證N2i小隊為首支不仰賴機械而抵達難抵極的隊伍。

### 島嶼及半島

#### 大不列顛島
大不列顛島難抵極（52°39′N 1°34′W / 52.65°N 1.56°W）位於英格兰西米德兰華威郡北華威自治市。距海約108（67英里），海拔約100（330英尺）。

#### 馬達加斯加島
馬達加斯加島難抵極（18°20′S 46°40′E / 18.33°S 46.67°E）位於馬達加斯加塔那那利佛省邦古拉法區。距海約260（160英里），海拔約1,220（4,000英尺）。

#### 格陵蘭島
格陵蘭島難抵極（76°30′N 41°00′W / 76.50°N 41.00°W）位於格陵蘭东北格陵兰国家公园。距海約469（291英里），海拔約2,520（8,270英尺）。

#### 臺灣島
臺灣島難抵極（23°30′38.65″N 120°49′0.99″E / 23.5107361°N 120.8169417°E）位於嘉義縣阿里山鄉中正村。距海約67.4（41.9英里），海拔約2,406（7,894英尺）。

#### 本州島
本州島難抵極（36°10′36″N 138°34′49″E / 36.17667°N 138.58028°E）位於日本长野县佐久市，近與群馬縣的縣界，由国土地理院於1996年確認。距海約114.9（71.4英里），海拔約1,200（3,900英尺）。

#### 伊比利半島
伊比利半島難抵極（39°59′N 4°31′W / 39.99°N 4.51°W）位於西班牙卡斯蒂利亚-拉曼恰托萊多省奧特羅。距海約362（225英里），海拔約595（1,952英尺）。

## 難抵極列表
| 陸地/海洋                                                                                                | 經緯度 | 國家/地區  | 半徑（公里）           | 海拔（公尺）      |
| --- | --- | ---------- | ---------------------- | ----------------- |
| 歐亞大陸                                                                                                 | 46°17′N 86°40′E / 46.28°N 86.67°E[A] 44°17′N 82°11′E / 44.29°N 82.19°E[B] 45°17′N 88°08′E / 45.28°N 88.14°E[C]                          | 中国大陆   | 2,645 2,510±10 2,514±7 | 510 2,700 710     |
| 北美洲                                                                                                   | 43°22′N 101°58′W / 43.36°N 101.97°W | 美国       | 1,639±14               | 1,030             |
| 南美洲                                                                                                   | 14°03′S 56°51′W / 14.05°S 56.85°W | 巴西       | 1,517±12               | 396               |
| 澳洲 | 23°10′S 132°16′E / 23.17°S 132.27°E 23°2′S 132°10′E / 23.033°S 132.167°E                                                                |            | 928±6 ？               | 600 585           |
| 非洲 | 5°39′N 26°10′E / 5.65°N 26.17°E | 中非       | 1,814±2                | 640               |
| 南極洲                                                                                                   | 82°06′S 54°58′E / 82.100°S 54.967°E[D] 82°53′14″S 55°4′30″E / 82.88722°S 55.07500°E[E] 83°50′37″S 65°43′30″E / 83.84361°S 65.72500°E[F] | 南极洲     | 1,300±110 ？ ？        | 3,718 3,653 3,633 |
| 大不列顛島                                                                                               | 52°39′N 1°34′W / 52.65°N 1.56°W | 英国       | 108±8                  | 100               |
| 馬達加斯加島                                                                                             | 18°20′S 46°40′E / 18.33°S 46.67°E | 马达加斯加 | 260±1                  | 1,220             |
| 格陵蘭島                                                                                                 | 76°30′N 41°00′W / 76.50°N 41.00°W | 格陵兰     | 469±25                 | 2,520             |
| 臺灣島                                                                                                   | 23°30′38.65″N 120°49′0.99″E / 23.5107361°N 120.8169417°E                                                                                | 臺灣       | 67                     | 2,406             |
| 本州島                                                                                                   | 36°10′36″N 138°34′49″E / 36.17667°N 138.58028°E                                                                                         | 日本       | 115                    | 1,200             |
| 伊比利半島                                                                                               | 39°59′N 4°31′W / 39.99°N 4.51°W | 西班牙     | 362±4                  | 595               |
| 太平洋                                                                                                   | 48°52.6′S 123°23.6′W / 48.8767°S 123.3933°W                                                                                             | 南太平洋   | 2,690±3                | -3,630            |
| 大西洋                                                                                                   | 24°11′06″N 43°22′13″W / 24.1851°N 43.3704°W                                                                                             |            | 2,033.8849             |                   |
| 印度洋                                                                                                   | 47°37′55″S 99°58′04″E / 47.6319°S 99.9677°E                                                                                             |            | 1,940.8913             |                   |
| 北冰洋                                                                                                   | 85°48′N 176°9′W / 85.800°N 176.150°W | 北冰洋     | 1,008                  | -2,487            |
| A 舊EPIA B EPIA1 C EPIA2 D 蘇聯難抵極站 E 僅考慮陸地的難抵極 F 考慮陸地及冰蓋的難抵極 - 「？」：數據缺乏 | |            |                        |                   |

## 外部連結
- How to calculate PIAs （页面存档备份，存于）

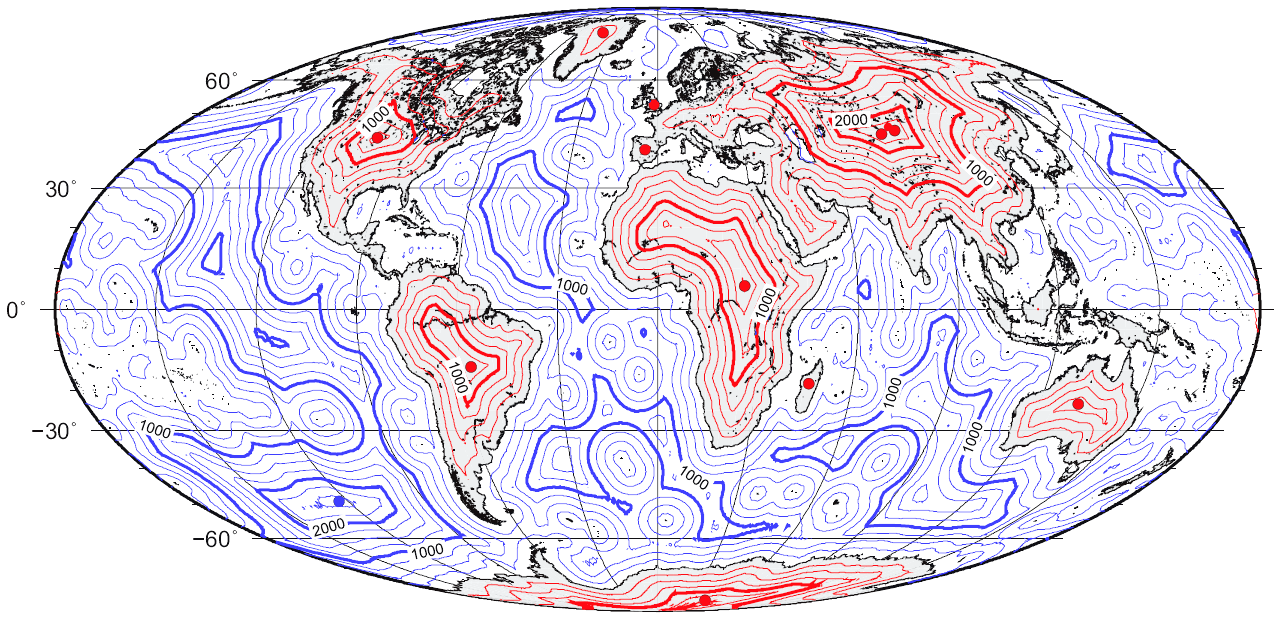
海岸等距線圖（包括海島，但不包括湖泊），紅點處表示各大陸、大不列顛島、及伊比利亚半岛等地的難抵極。細等距線相距250 km；粗等距線相距1000 km。

- Team N2i successfully conquer the Pole of Inaccessibility by foot and kite on 19th Jan '07